# Minuca pugnax
Minuca pugnax là một loài còng trong họ cua cát Ocypodidae phân bố ở Đại Tây Dương. Chúng được xem là một trong những loài thải nhiều khí nhà kính ra ngoài môi trường do thói quen của chúng.

## Đặc điểm
Chúng thường sống trong các hang do chúng tự đào dưới lớp bùn đất nông, mỗi con còng biển có thể đào đến hàng trăm hang, thậm chí hàng ngàn dù không sử dụng hết hệ thống hang này, mỗi hang trong khu vực bùn đất, đầm lầy bị còng đào xới là một nguồn thải nhà kính bởi còng đã phơi các lớp hữu cơ phân rã dưới lòng đất ra ngoài không khí và đưa một lượng CO2 ra ngoài khí quyển, những nơi có hang còng, lượng khí CO2 thải ra trung bình nhiều ba lần những khu vực không có.
Có những hang, thành phần khí thải ra môi trường còn chứa nhiều khí mêtan. Người ta ước tính nếu đem nhân với số lượng hang mà một con còng có thể đào trong vòng đời và nhân với số lượng còng trong một hệ sinh thái thì có thể lên đến 700 con trong khu vực 1m2, ứng tính số lượng CO2 trong một khu vực đầm lầy trong một năm có thể tương đương con người đốt khoảng 515 triệu lít xăng dầu. Con số này lớn hơn nhiều so với ngưỡng cân bằng của khu vực đầm lầy chúng sinh sống, do đó những vùng nhiều hang còng luôn nhiều thừa lượng CO2.